# Pomoná
Pomoná (en maya: Pakbul) es un sitio arqueológico de la civilización maya que se localiza en México; en el municipio de Tenosique en el estado de Tabasco. 
Esta ciudad maya pertenece a la cuenca del Usumacinta, al igual que Moral Reforma, Palenque, Bonampak, Yaxchilan y Piedras Negras. Está ubicada al oriente de Tabasco, y fue una población de mediana importancia, junto con sus vecinas Moral Reforma, Santa Elena y San Claudio, con quienes practicaba un intenso intercambio comercial.
La importancia de esta zona radicaba en que era el punto de control entre dos grandes regiones: la llanura sedimentaria del Usumacinta tabasqueño, y los valles y sierras del alto Usumacinta.
Pomoná es una ciudad ceremonial maya, que fue capital regional, construida sobre colinas en la margen izquierda del Usumacinta y dividida en seis conjuntos arquitectónicos. La región alcanzó su apogeo en el Clásico Tardío (600 a 900 d. C.), a diferencia de la zona de El Petén que data del Formativo Tardío (100 a. C. a 250 d. C.). 
Los especialistas clasifican a Pomoná dentro de los asentamientos del "tipo disperso", ya que entre cima y cima de las colinas –donde se sitúan los conjuntos monumentales– media una distancia considerable y existe poca densidad de habitación o de construcciones entre ellos.

## Nombre
Pomoná es la designación moderna del sitio. Su nombre actual, proviene de un jeroglífico encontrado en la zona y que hace alusión a ese nombre, el cual significa en lengua maya: "la casa del copal".
En investigaciones recientes, se pudo localizar el glifo emblema de Pomoná y se sabe que el nombre original de la ciudad era  Pakbul, en la inscripción se lee como: "Divino señor de Pakab o Pakbul", traduciéndose como: "divino señor de pipa".

## Descubrimiento
Este sitio fue descubierto accidentalmente en 1959 por un grupo de campesinos durante una inspección de las tierras para uso agrícola.

## Historia

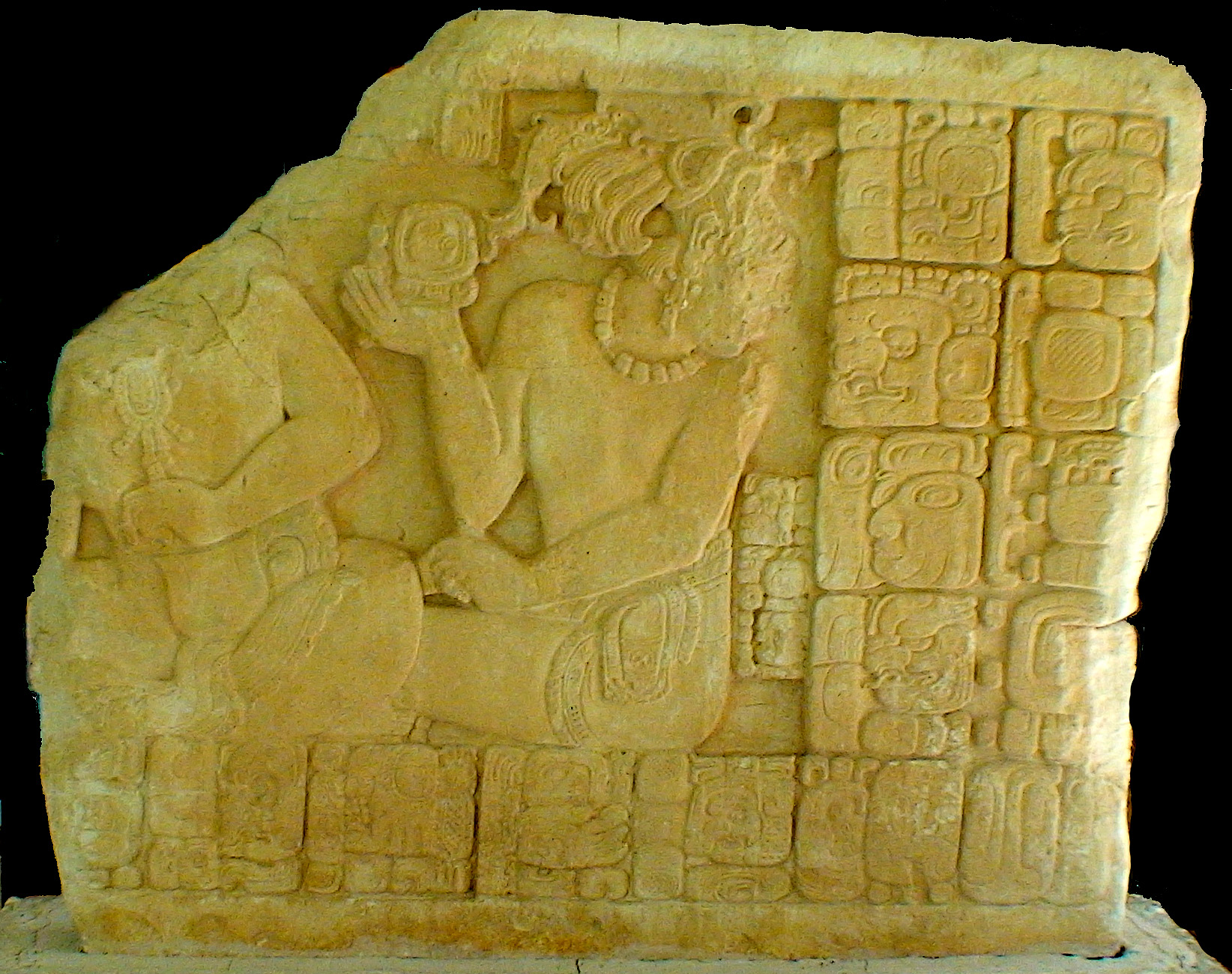
Tablero I, localizado en el museo de sitio de Pomoná.

Este sitio arqueológico data del período clásico, alcanzando su máximo esplendor en el clásico tardío para finalmente decaer en el período posclásico temprano. Esto es, que su desarrollo se sitúa entre el 600 y el 900 d. C.
Según estudios de campo realizados entre 1986 y 1988, se llegó a la conclusión de que Pomoná ya era una ciudad organizada de primer nivel hacia el año 692 d. C. llegando a conformarse como una entidad política independiente, teniendo bajo su dominio, sitios como Panhalé localizado hacia el sur, en Boca del Cerro y Chinikihá un poco más hacia el sur.
Por su localización, Pomoná jugó un papel muy importante en las relaciones políticas y comerciales de la región, ya que por este lugar pasaban los mercaderes que iban hacia la llanura costera del Golfo de México y hacia las sierras altas o al Petén.
Su importante ubicación geográfica, la llevó a sostener continuos enfrentamientos bélicos por el control territorial y del paso de los ríos de la zona, con los señoríos de Palenque (Lakam Ha), Piedras Negras, Calakmul (Kaan) e incluso lugares más distantes como La Mar.
Aunque su historia aún se encuentra en inscripciones no descifradas completamente, se sabe por uno de los textos jeroglíficos, que funcionaba como aliado de Palenque y que en 790 d. C. tuvo una guerra en contra de Piedras Negras, en la cual Pomoná fue derrotado.
En Pomoná existían considerables recursos agrícolas, debido a encontrarse en una región de aluviones. Los mayas desarrollaron una singular tecnología para lograr mejores cosechas en diferentes circunstancias, como terrazas, campos levantados y otras prácticas que les permitieron alcanzar buenos resultados en territorios difíciles.

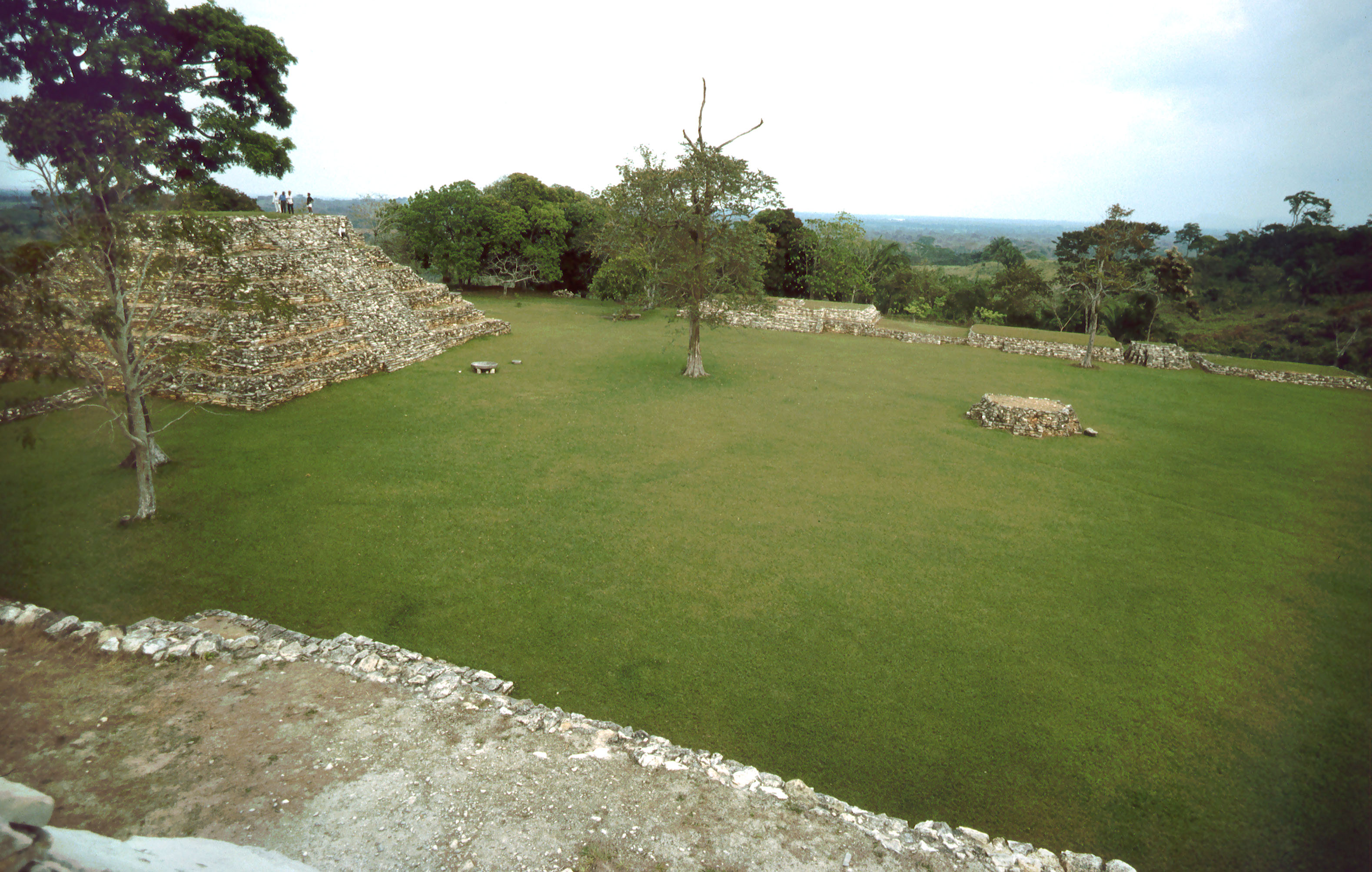
Plaza central.

## Descripción del sitio
Esta ciudad arqueológica se encuentra compuesta por seis conjuntos arquitectónicos importantes, junto con algunas áreas habitacionales que agrupados se distribuyen en cerca de 175 hectáreas, los cuales se encontraban situados sobre el margen derecho del arroyo Pomoná, hilo de agua que nace del bajo Usumacinta. 
Los edificios y las estructuras están construidos con roca caliza, de diferentes calidades y durezas, que fue llevada desde las primeras estribaciones de la serranía al sur del estado; el punto más cercano dista de seis kilómetros. Otro de los materiales de construcción, aunque escaso, es el ladrillo, similar al usado en las edificaciones de la ciudad maya de Comalcalco.
El sitio posee relevancia por la riqueza de sus inscripciones jeroglíficas que cuentan la cronología de su desarrollo y ofrecen información sobre sus gobernantes y las relaciones que mantuvo con las ciudades vecinas.

### Plaza Central

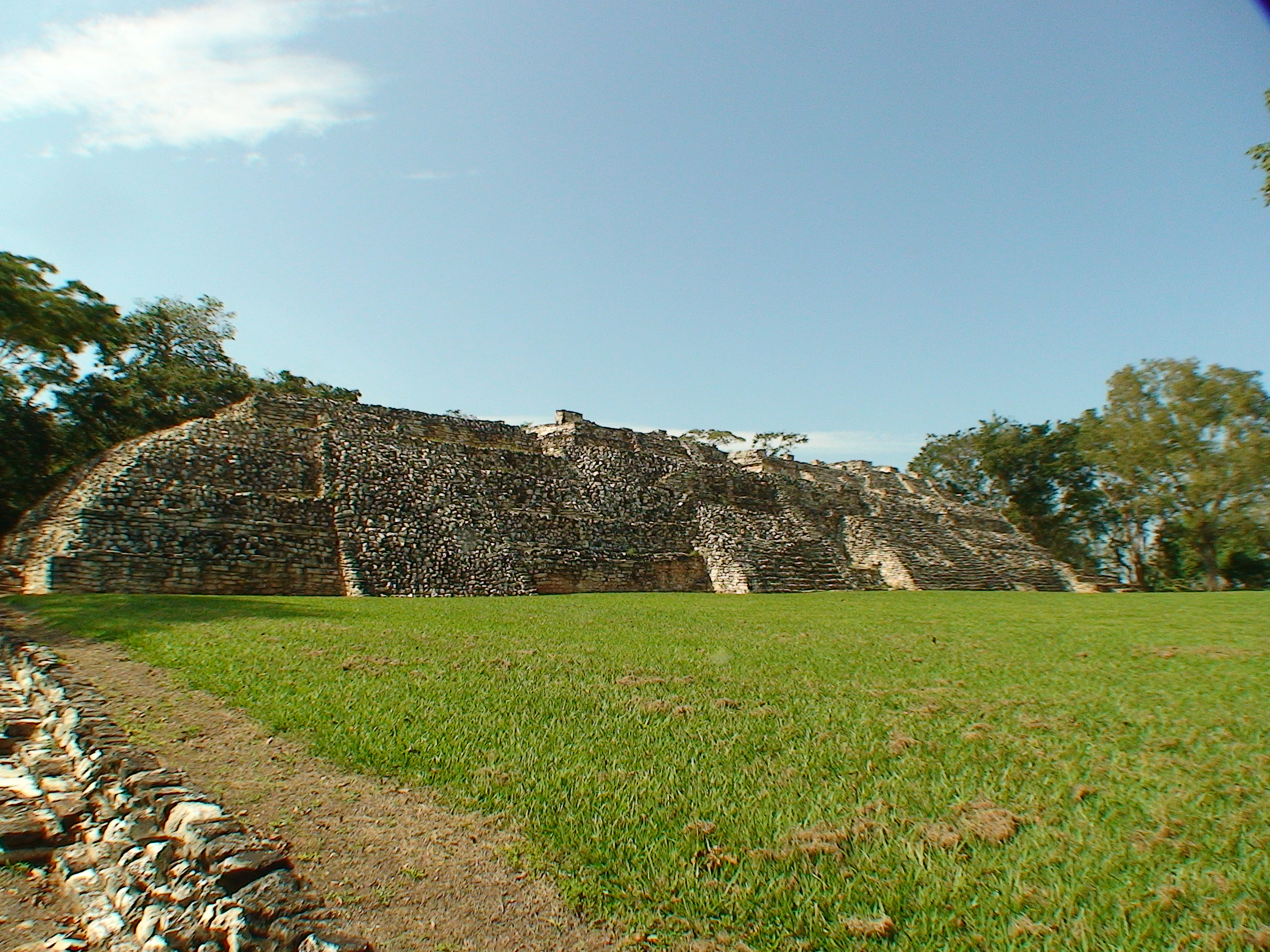
Templos V, VI y VII en el extremo oeste de la plaza Central.

De los seis conjuntos arquitectónicos, solo uno de los conjuntos está explorado y consolidado, se trata del que se halla al extremo norte, el cual está conformado por 13 edificios que se localizan en tres de los lados de una plaza de planta cuadrangular.
En el centro de la plaza se sitúa un altar bajo, cuyas características más relevantes son la de poseer un primer cuerpo en forma de talud y un segundo formado por un tablero; tanto en su sección inferior como superior existen amplias molduras. Otro de los elementos notables de este edificio –y poco frecuente en esta región- es tener cuatro escalinatas con alfardas una por fachada.
El extremo oeste de la plaza está delimitado por cinco grandes edificios, orientados al este, entre los que sobresalen los denominados Templos V, VI y VII. Cada uno está compuesto por un basamento con escalinatas y en la sección superior un templo cubierto por una bóveda.
En el otro extremo de la plaza, por el lado este, se localizan plataformas bajas que limitan el espacio. Entre ellas sobresale un pequeño basamento que representa características peculiares, está formado por tres cuerpos cuyas esquinas son remetidas, con tres aristas en lugar de una. Este tipo de construcción se asocia con épocas tempranas de la arquitectura maya.
El extremo sur de la plaza está cubierto, pero con escalinatas de acceso, como si todo el conjunto estableciera relación con otros más lejanos que se ubican en esta misma dirección dentro de Pomoná.

#### Templo I
La plaza, se encuentra limitada en su lado norte, por el denominado Templo I, un gran basamento piramidal de planta cuadrangular, con siete cuerpos escalonados, de muros verticales. Su fachada principal está orientada al sur, desde donde se desplanta la escalinata limitada por alfardas. Al pie y al frente de esta se encuentra un altar circular, montado sobre cuatro soportes que lo separan del piso.

#### Templo IV

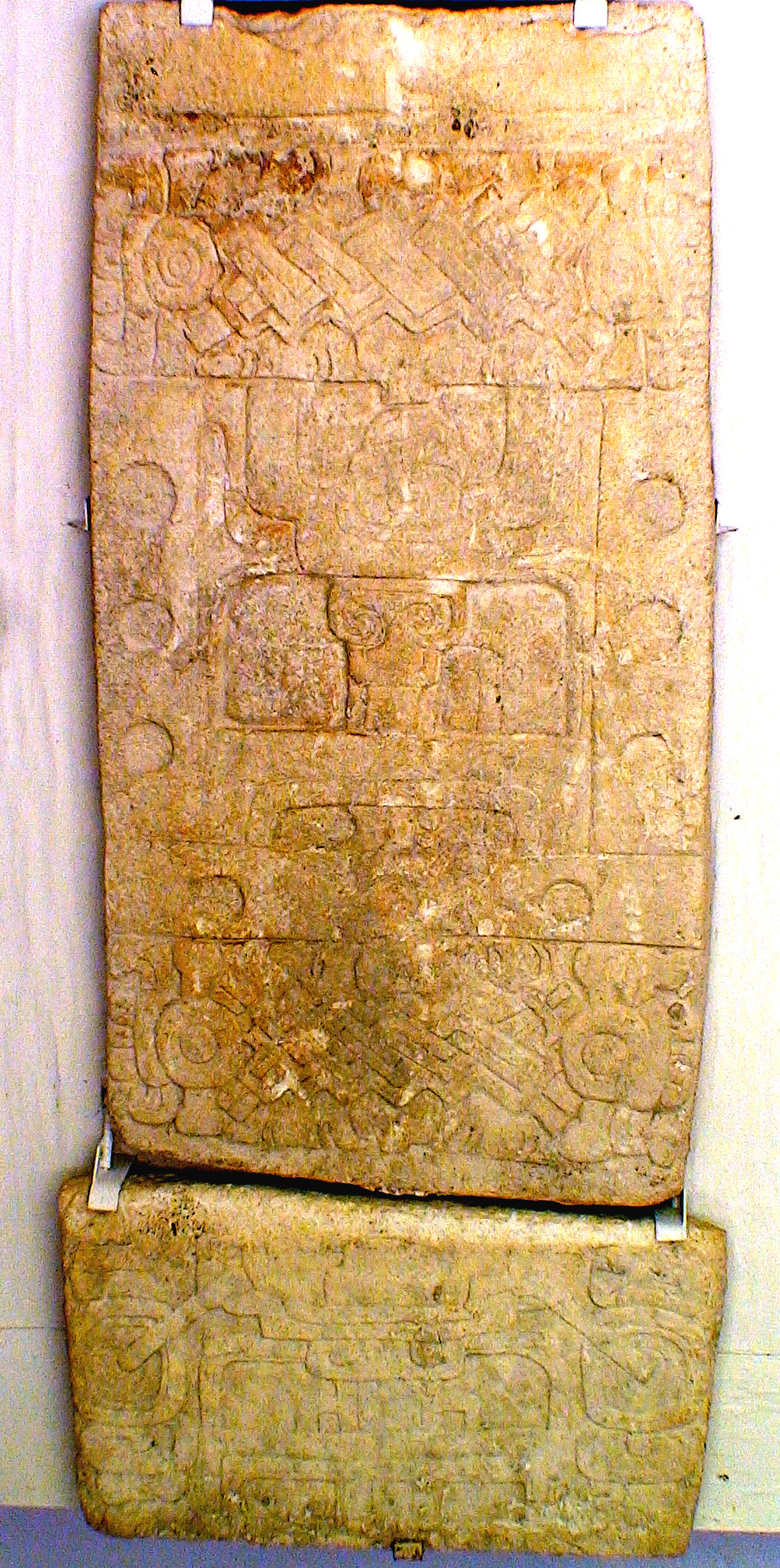
Estela encontrada en el edificio 4.

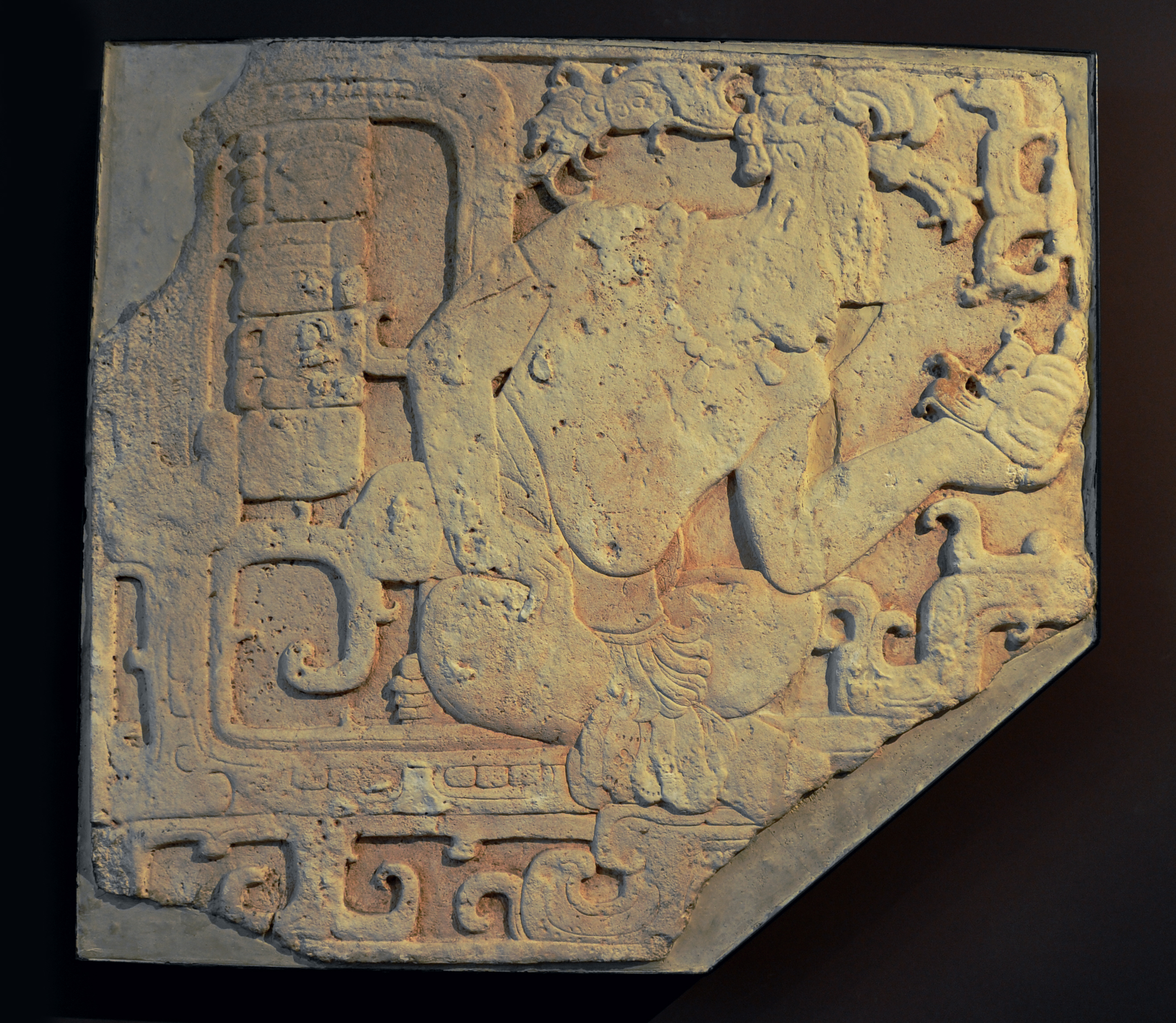
Tablero maya de Pomoná, localizado en el museo de Zúrich, Suiza.

De este conjunto, sin duda el edificio IV es el más complejo de Pomoná; al frente posee escalinatas con alfardas que conducen a la parte superior del basamento escalonado. Ahí se sostiene el templo también con escalinatas y alfardas, y en estas últimas hay cuatro lápidas monumentales donde se representa al dios Kin, el sol.
En la sección superior se encontraron los arranques de los muros que formaban el templo, compuesto de dos crujías y tres vanos de acceso cubierto por el sistema de bóveda maya o arco falso. En su interior se localizaron los tableros escultóricos que representan a personajes ricamente ataviados, con inscripciones jeroglíficas.

## Museo de sitio
En el interior de la zona arqueológica, se cuenta con un museo a cargo del INAH, donde se muestran, además de los objetos recuperados durante las exploraciones, una colección de piezas que brinda al visitante un panorama general de los hallazgos arqueológicos realizados en esa zona arqueológica. Aquí, el visitante puede conocer la historia de Pomoná, y apreciar como era la vida cotidiana de los antiguos mayas de esta región.
La colección del museo de sitio, incluye 120 piezas arqueológicas, entre las que destacan estelas y tableros mayas. Sobresalen los bajorrerieves en piedra caliza como la "Lápida del escribano", la estela con un alto dignatario, un mascarón del dios "Sol-Jaguar" del inframundo, los cuchillos excéntricos de pedernal, el busto del personaje maya, y la figura de un anciano con barba y gorro.

## Localización
La zona arqueológica se localiza a 27 km de la ciudad de Tenosique de Pino Suárez y a 184 km de Villahermosa la capital del estado de Tabasco. Para llegar debe tomarse la carretera federal N. 186 Villahermosa - Escárcega, hasta el entronque con la carretera federal N. 203 que conduce de la ciudad de Emiliano Zapata a Tenosique de Pino Suárez, y después de 45 km, tomar una desviación de 2.3 kilómetros de carretera angosta pavimentada en buenas condiciones.
Para llegar por avión a esta zona es abordando un vuelo de la Ciudad de México a Villahermosa, cuyo viaje tarda 1 hora con 15 minutos, sin escalas. De ahí habrá que trasladarse por carretera hacia la ciudad de Tenosique de Pino Suárez, recorriendo una distancia de 176 km. tomando como punto de partida el aeropuerto de Villahermosa, con un tiempo de camino de 2 horas 15 minutos, aproximadamente y posteriormente tomar el camino pavimentado de 2.3 kilómetros que conduce a la zona arqueológica.
| Imágenes del Museo de Sitio |                              |                       |         |                       |                  |
|                             |                              |                       |         |                       |                  |
| Museo de sitio              | Mascarón del dios Sol-Jaguar | Busto de un personaje | Tablero | El interior del museo | Piezas del museo |